# Tipula (Acutipula) vana
Tipula (Acutipula) vana is een tweevleugelige uit de familie langpootmuggen (Tipulidae). De soort komt voor in het Palearctisch gebied.